# 北海 (槟城)
北海（英語：Butterworth），马来西亚槟城威省威北县主要城市，与槟岛东北部相望，人口108,000。在槟威大桥于1985年通车前，北海的渡轮是通往槟岛的主要交通管道。北海市也是代槟岛货船停靠之地，有许多货船会停靠北海这大码头边。
位於诗不朗再也的檳城飛禽公園，是擁有全東南亞超過300種鳥類的園林公園。馬來西亞皇家空軍在这里有个基地——北海基地，曾經由英國皇家空軍和皇家澳大利亞空軍經營，目前是五國聯防的綜合區域防禦系統（HQIADS）的總部。

## 地名
北海的英文名爲Butterworth，得名自威廉·約翰·巴特沃斯上校，他於1843年至1855年間擔任英國駐海峽殖民地總督。Butterworth鎮的命名和建立的確切年份不詳。1853年的地契上已有Butterworth之名，但在1848年同一地區的地契上則無。因此，Butterworth很可能是在1850年代初得名。
至於其中文名稱「北海」，可追溯到晚清《檳榔嶼遊記》（小方壺齋輿地叢鈔本）記載：「過海一帶英之屬境，統歸嶼轄。共設公堂五：一在北海、一在笨仔牙、一在高淹、一在大山腳、一在武吉淡門」。「北海」地名來源不詳。1900年的Lo Man Yu發表的〈槟城中文街名〉記載Butterworth中文名爲「北海」，福建話標音Pak hái，「北海」釋爲「north sea」而非其他音譯詞。南洋史地學家許雲樵則認爲「北海」本是prai的譯音，但華人俗稱Prai爲「新路頭」，而以1847年開闢的Butterworth爲北海，Prai即是今日之北賴城鎮。此外，Butterworth也曾有過「武打越」（閩南語白話字：Bú-tá-oa̍t）和「不打獲」（粵拼：Bat1 daa2 wok6）等音譯名。华人以福建裔居多, 當地主要通用槟城福建话（闽南语）。

## 美食
- 驰名粿条汤
- 鸡粥
- 东炎面
- 云吞面
- 曼煎糕
- 点心
- 爪哇面
- 薄饼
- 叻沙
- 红豆冰
- 烧鸡饭
- 卤肉
- 海鲜粥
- 炒粿条
- 椰浆饭

## 歷史
當英國東印度公司在1798年得到威省時，北海不是以殖民地的形式出現。然後才被英國發展。在北海建立了一個鐵路車站是為了將錫石從太平運往停在北海的蒸汽船。

## 交通
北海渡轮是直回首府乔治市之地。此外，北海可以通过南北大道北段抵达。